# 甘沟乡 (乌鲁木齐县)
甘沟乡，是中华人民共和国新疆维吾尔自治区乌鲁木齐市乌鲁木齐县下辖的一个乡镇级行政单位。

## 行政区划
甘沟乡下辖以下地区：
白杨沟村、前进村、东风村、团结村、高潮村、土圈村、小渠子村和天山村。